# 특명1호
특명1호(Assassination)는 미국에서 제작된 피터 헌트 감독의 1987년 액션, 드라마, 스릴러 영화이다. 찰스 브론슨 등이 주연으로 출연하였다.

## 출연

### 주연
- 찰스 브론슨
- 질 아일랜드

### 조연
- 스티븐 엘리엇
- 잔 갠 보이드
- 랜디 브룩스
- 마이클 안사라